# Gerald Ames
Gerald Ames (12 de setembro de 1880 – 2 de julho de 1933) foi um ator britânico, diretor de cinema e esgrimista olímpico. Ele atuou em mais de sessenta filmes entre 1914 e 1928, em uma carreira inteiramente englobando a era do cinema mudo. Foi casado com a atriz Mary Dibley. Ele competiu no individual no evento de espada nos Jogos Olímpicos de Verão de 1912.

## Filmografia selecionada
- The Folly of Desire (1915)
- Rupert of Hentzau (1915)
- The Ragged Messenger (1917)
- Masks and Faces (1917)
- A Royal Divorce (1926)
- The Little People (1926)
- The King's Highway (1927)
- The Rising Generation (1928)
- A Light Woman (1928)